# Campeonato Sul-Americano de Atletismo Sub-23 de 2006
A 2ª edição do Campeonato Sul-Americano de Atletismo Sub-23 de 2006 foi organizado pela CONSUDATLE, para atletas com até 23 anos classificados como Sub-23. As provas foram realizadas no Centro Nacional de Alto Rendimento Desportivo, em Buenos Aires, na Argentina, no período de 10 a 12 de novembro de 2006. Foram disputadas 44 provas com a presença de 410 atletas de 11 nacionalidades, com destaque para o Brasil que obteve 36 medalhas no total, sendo 10 de ouro. O campeonato foi realizado como parte dos Jogos Sul-Americanos de 2006. (ODESUR). Um relatório detalhado sobre o resultado foi dado. 

## Medalhistas

### Masculino
| Evento                      | Ouro                                                                                 | Ouro     | Prata                                                                                   | Prata         | Bronze                                                                            | Bronze      |
| --------------------------- | ------------------------------------------------------------------------------------ | -------- | --------------------------------------------------------------------------------------- | ------------- | --------------------------------------------------------------------------------- | ----------- |
| 100 metros                  | Kael Becerra (CHI)                                                                   | 10.33    | Franklin Nazareno (ECU)                                                                 | 10.45 NJ23R   | Daniel Grueso (COL)                                                               | 10.47       |
| 200 metros                  | Franklin Nazareno (ECU)                                                              | 20.76    | Cristián Reyes (CHI)                                                                    | 20.88         | Daniel Grueso (COL)                                                               | 20.92       |
| 400 metros                  | Andrés Silva (URU)                                                                   | 46.69    | Geiner Mosquera (COL)                                                                   | 46.70         | Josner Rodríguez (VEN)                                                            | 46.94       |
| 800 metros                  | Kléberson Davide (BRA)                                                               | 1:51.20  | Eduard Villanueva (VEN)                                                                 | 1:51.24       | Freddy Espinoza (COL)                                                             | 1:51.34     |
| 1 500 metros                | Eduard Villanueva (VEN)                                                              | 3:51.54  | Cleveland Forde (GUY)                                                                   | 3:52.46       | Eder da Silva (BRA)                                                               | 3:52.63     |
| 5 000 metros                | Cleveland Forde (GUY)                                                                | 14:07.08 | Joilson da Silva (BRA)                                                                  | 14:09.46      | Sérgio Celestino da Silva (BRA)                                                   | 14:09.85    |
| 10 000 metros               | Sérgio Celestino da Silva (BRA)                                                      | 29:52.06 | Jason Gutiérrez (COL)                                                                   | 30:17.19      | Alexander de los Santos (URU)                                                     | 30:28.93    |
| 20 km marcha atlética       | James Rendón (COL)                                                                   | 1:28:05  | Oswaldo Ortega (ECU)                                                                    | 1:30:47       | Yerko Araya (CHI)                                                                 | 1:31:31.0   |
| 110 metros barreiras        | Rodrigo Pereira (BRA)                                                                | 13.81    | Éder Souza (BRA)                                                                        | 13.82         | Jorge McFarlane (PER)                                                             | 14.43       |
| 400 metros barreiras        | Andrés Silva (URU)                                                                   | 50.46    | Raphael Fernandes (BRA)                                                                 | 50.55         | Sebastián Lasquera (ARG)                                                          | 51.60       |
| 3.000 metros com obstáculos | Mario Bazán (PER)                                                                    | 8:49.67  | José Gregorio Peña (VEN)                                                                | 8:50.88 NJ23R | Santiago Figueroa (ARG)                                                           | 8:54.50     |
| 4×100 metros estafetas      | Venezuela · César Marchan · Jermaine Chirinos · Wilmer Rivas · Ronald Amaya          | 39.95    | Brasil · Nilson de Oliveira André · Jorge Célio Sena · Bruno de Barros · Mauro da Silva | 40.15         | Colômbia · Harlin Echavarría · Álvaro Gómez · Hawar Murillo · Daniel Grueso       | 40.20       |
| 4×400 metros estafetas      | Brasil · Rodrigo Bargas · Kléberson Davide · Raphael Fernandes · Fernando de Almeida | 3:08.38  | Chile · Kael Becerra · Ingo Stotz · Pablo Navarrete · Ignacio Rojas                     | 3:10.08       | Colômbia · Daniel Grueso · Amílcar Torres · Juan Pablo Maturana · Geiner Mosquera | 3:11.28     |
| Salto em altura             | Fábio Baptista (BRA)                                                                 | 2.14     | Wanner Miller (COL)                                                                     | 2.11          | Albert Bravo (VEN)                                                                | 2.11        |
| Salto à vara                | Germán Chiaraviglio (ARG)                                                            | 5.65     | Guillermo Chiaraviglio (ARG)                                                            | 5.20          | João Gabriel Sousa (BRA)                                                          | 5.10        |
| Salto em comprimento        | Thiago Dias (BRA)                                                                    | 7.74     | Louis Tristán (PER)                                                                     | 7.59          | Hugo Chila (ECU)                                                                  | 7.53        |
| Salto triplo                | Hugo Chila (ECU)                                                                     | 16.12    | Thiago Dias (BRA)                                                                       | 16.00         | Jhon Murillo (COL)                                                                | 15.48       |
| Arremesso de peso           | Germán Lauro (ARG)                                                                   | 19.78    | Jiovanny García (COL)                                                                   | 17.57         | Gonzalo Riffo (CHI)                                                               | 17.02       |
| Lançamento de disco         | Germán Lauro (ARG)                                                                   | 57.51    | Ronald Julião (BRA)                                                                     | 55.13         | Gustavo de Mendonça (BRA)                                                         | 52.06       |
| Lançamento do martelo       | Diego Gallardo (CHI)                                                                 | 63.95    | Douglas dos Santos (BRA)                                                                | 60.38         | Max dos Santos (BRA)                                                              | 60.03       |
| Lançamento do dardo         | Víctor Fatecha (PAR)                                                                 | 75.45    | Júlio César de Oliveira (BRA)                                                           | 72.10         | Ignacio Guerra (CHI)                                                              | 70.10 NJ23R |
| Decatlo                     | Carlos Eduardo Chinin (BRA)                                                          | 7253     | Luiz Alberto de Araújo (BRA)                                                            | 7140          | Gerardo Canale (ARG)                                                              | 7013        |

### Feminino
| Evento                      | Ouro                                                                               | Ouro          | Prata                                                                                  | Prata      | Bronze                                                                       | Bronze   |
| --------------------------- | ---------------------------------------------------------------------------------- | ------------- | -------------------------------------------------------------------------------------- | ---------- | ---------------------------------------------------------------------------- | -------- |
| 100 metros                  | Darlenis Obregón (COL)                                                             | 11.73         | Yomara Hinestroza (COL)                                                                | 11.97      | Carolina Díaz (CHI)                                                          | 12.09    |
| 200 metros                  | Darlenis Obregón (COL)                                                             | 23.23         | Wilmary Álvarez (VEN)                                                                  | 23.56      | Vanda Gomes (BRA)                                                            | 23.80    |
| 400 metros                  | Alejandra Idrovo (COL)                                                             | 53.90         | Wilmary Álvarez (VEN)                                                                  | 54.03      | Ángela Alfonso (VEN)                                                         | 54.89    |
| 800 metros                  | Muriel Coneo (COL)                                                                 | 2:07.78       | Marcela Britos (URU)                                                                   | 2:08.97    | Nicole Manríquez (CHI)                                                       | 2:09.84  |
| 1 500 metros                | Muriel Coneo (COL)                                                                 | 4:25.56 NJ23R | Isabel da Silva (BRA)                                                                  | 4:28.25    | Sabine Heitling (BRA)                                                        | 4:28.57  |
| 5 000 metros                | Lina Arias (COL)                                                                   | 16:52.04      | Nadia Rodríguez (ARG)                                                                  | 16:54.31   | Sandra Amarillo (ARG)                                                        | 16:57.48 |
| 10 000 metros               | Lina Arias (COL)                                                                   | 35:16.74      | Zuleima Amaya (VEN)                                                                    | 35:17.89   | Nadia Rodríguez (ARG)                                                        | 35:32.48 |
| 20 km marcha atlética       | Yadira Guamán (ECU)                                                                | 1:39:53       | Luz Villamarín (COL)                                                                   | 1:39:59    | Magaly Andrade (ECU)                                                         | 1:48:26  |
| 100 metros barreiras        | Soledad Donzino (ARG)                                                              | 13.78         | Fabiana Morães (BRA)                                                                   | 14.30      | Giselle de Albuquerque (BRA)                                                 | 14.43    |
| 400 metros barreiras        | Higlécia de Oliveira (BRA)                                                         | 60.88         | Keila Escobar (COL)                                                                    | 61.74      | Daisy Ugarte (BOL)                                                           | 61.95    |
| 3.000 metros com obstáculos | Ángela Figueroa (COL)                                                              | 10:29.35      | Sabine Heitling (BRA)                                                                  | 10:37.38   | Ingrid Galloso (CHI)                                                         | 10:50.46 |
| 4×100 metros estafetas      | Colômbia · Nelcy Caicedo · Alejandra Idrovo · Darlenis Obregón · Yomara Hinestroza | 45.14         | Chile · Stephanie Matute · María Fernanda Mackenna · Daniela Riderelli · Carolina Díaz | 46.63      | Venezuela · María Navas · Wilmary Álvarez · Ángela Alfonso · Luisely Jiménez | 46.80    |
| 4×400 metros estafetas      | Venezuela · Luisely Jiménez · Ángela Alfonso · María Navas · Wilmary Álvarez       | 3:41.30       | Colômbia · Darlenys Obregón · Shirley Aragón · Kelly López · Alejandra Idrovo          | 3:41.92    | Equador · Diana Armas · Jessica Perea · Karina Caicedo · Erika Chavez        | 3:45.77  |
| Salto em altura             | Marielys Rojas (VEN)                                                               | 1.87          | Caterine Ibargüen (COL)                                                                | 1.85       | Daiana Sturtz (ARG)                                                          | 1.79     |
| Salto à vara                | Keisa Monterola (VEN)                                                              | 4.10          | Milena Agudelo (COL)                                                                   | 4.10       | Patrícia dos Santos (BRA)                                                    | 4.10     |
| Salto em comprimento        | Caterine Ibargüen (COL)                                                            | 6.32          | Tânia da Silva (BRA)                                                                   | 6.05       | Patrícia Venâncio (BRA)                                                      | 6.01     |
| Salto triplo                | Tânia da Silva (BRA)                                                               | 13.35         | Caterine Ibargüen (COL)                                                                | 13.26      | Mayra Pachito (ECU)                                                          | 12.61    |
| Arremesso de peso           | Natalia Ducó (CHI)                                                                 | 16.36 SA23R   | Ahymará Espinoza (VEN)                                                                 | 15.06      | Keely Medeiros (BRA)                                                         | 14.57    |
| Lançamento de disco         | Karen Gallardo (CHI)                                                               | 52.01         | Rocío Comba (ARG)                                                                      | 48.08      | Lisângela da Cruz (BRA)                                                      | 46.19    |
| Lançamento do martelo       | Jennifer Dahlgren (ARG)                                                            | 66.48         | Johana Moreno (COL)                                                                    | 61.64      | Rosa Rodríguez (VEN)                                                         | 59.77    |
| Lançamento do dardo         | Diana Rivas (COL)                                                                  | 50.91         | Yusbelys Parra (VEN)                                                                   | 48.88      | Juliana de Souza (BRA)                                                       | 46.55    |
| Heptatlo                    | Jailma de Lima (BRA)                                                               | 5304          | Madelene Rondón (VEN)                                                                  | 5266 NJ23R | Miriam Quiñónez (ECU)                                                        | 4945     |

## Quadro de medalhas (não oficial)
| Ordem | País       | Medalha de ouro | Medalha de prata | Medalha de bronze | Total |
| ----- | ---------- | --------------- | ---------------- | ----------------- | ----- |
| 1     | Brasil     | 10              | 13               | 13                | 36    |
| 2     | Venezuela  | 5               | 8                | 5                 | 18    |
| 3     | Argentina* | 5               | 3                | 6                 | 14    |
| 4     | Chile      | 4               | 3                | 6                 | 13    |
| 5     | Uruguai    | 2               | 1                | 1                 | 4     |
| 6     | Peru       | 1               | 1                | 1                 | 3     |
| 7     | Guiana     | 1               | 1                | 0                 | 2     |
| 8     | Paraguai   | 1               | 0                | 0                 | 1     |
| 9     | Bolívia    | 0               | 0                | 1                 | 1     |

* Há um descompasso entre a contagem de medalhas não oficiais acima e a contagem de medalhas publicada.  Isso é explicado pelo fato de que a fonte  relata que na competição feminina de 20 km marcha atlética, Magaly Andrade, do Equador, conquistou a medalha de prata e Luz Villamarín, da Colômbia, ganhou o bronze. No entanto, todas as outras fontes    e um relatório especial sobre as competições de Marcha atlética  listam Luz Villamarín em segundo e Magaly Andrade em terceiro.

## Tabela de pontos
As tabelas de colocação para a pontuação das equipes (geral, masculino e feminino) foram publicadas. 
| Posição | Nacionalidade | Pontos |
| ------- | ------------- | ------ |
| 1       | Brasil        | 336    |
| 2       | Colômbia      | 276    |
| 3       | Argentina     | 174    |
| 4       | Venezuela     | 173    |
| 5       | Chile         | 131    |
| 6       | Equador       | 90     |
| 7       | Peru          | 35     |
| 8       | Uruguai       | 30     |
| 9       | Paraguai      | 19     |
| 10      | Guiana        | 16     |
| 11      | Bolívia       | 7      |

| Posição | Nacionalidade | Pontos |
| ------- | ------------- | ------ |
| 1       | Brasil        | 198    |
| 2       | Argentina     | 91     |
| 3       | Colômbia      | 85     |
| 4       | Venezuela     | 72     |
| 5       | Chile         | 67     |
| 6       | Equador       | 45     |
| 7       | Peru          | 28     |
| 8       | Uruguai       | 24     |
| 9       | Guiana        | 16     |
| 10      | Paraguai      | 11     |
| 11      | Bolívia       | 3      |

| Posição | Nacionalidade | Pontos |
| ------- | ------------- | ------ |
| 1       | Colômbia      | 191    |
| 2       | Brasil        | 138    |
| 3       | Venezuela     | 101    |
| 4       | Argentina     | 83     |
| 5       | Chile         | 64     |
| 6       | Equador       | 45     |
| 7       | Paraguai      | 8      |
| 8       | Peru          | 7      |
| 9       | Uruguai       | 6      |
| 10      | Bolívia       | 4      |

## Participantes
410 atletas de 11 países participaram do evento.  No entanto, uma contagem não oficial através das listas de resultados  resultou apenas em 266 atletas participantes:
| - Argentina (55) - Bolívia (6) - Brasil (65) | - Chile (35) - Colômbia (35) - Equador (17) | - Guiana (1) - Paraguai (9) - Peru (11) | - Uruguai (6) - Venezuela (26) |

Legenda
| Recorde mundial       | Recorde mundial (World record)               |                       | Recorde africano                      | Recorde africano (African) |                                           | Q | Classificado por posição (Qualified) |
| Recorde do campeonato | Recorde do campeonato (Championship record)  | Recorde da América    | Recorde da América (Americas)         | q                          | Classificado por melhor tempo (Qualified) |   |                                      |
| Melhor marca do ano   | Melhor marca do ano (World leading)          | Recorde asiático      | Recorde asiático (Asian)              | DNS                        | Não largou (Did not start)                |   |                                      |
| Recorde nacional      | Recorde nacional (National record)           | Recorde europeu       | Recorde europeu (European)            | DNF                        | Não terminou (Did not finish)             |   |                                      |
| Recorde pessoal       | Recorde pessoal do atleta (Personal best)    | Recorde da Oceania    | Recorde da Oceania (Oceania)          | DSQ / DQ                   | Desclassificado (Disqualified)            |   |                                      |
| Recorde da temporada  | Recorde da temporada do atleta (Season best) | Recorde sul-americano | Recorde sul-americano (South America) | NM                         | Sem marca (No mark)                       |   |                                      |